# Lichess

Logo van Lichess

Lichess is een open-source online schaakserver, geëxploiteerd door een non-profitorganisatie van dezelfde naam. Iedereen kan anoniem spelen, hoewel spelers een account kunnen registreren om spellen met rating te spelen. Lichess is advertentievrij en alle functies zijn gratis beschikbaar, aangezien de site gefinancierd wordt door donaties van sponsors.
De naam Lichess is een samentrekking van "live/light/libre" (respectievelijk live/licht/vrij) en "chess" (schaak).

## Geschiedenis
Lichess is in 2010 opgericht door de Franse programmeur Thibault Duplessis. De software waar Lichess op draait en het design zijn open-source onder te AGPL-licentie.
Op 11 februari 2015 werd een officiële Lichess-app uitgebracht voor Android-toestellen. Een app voor iOS-toestellen werd op 4 maart 2015 uitgebracht.

## Toernooien en evenementen

### Titled Arena
In december 2017 begon Lichess met het hosten van een maandelijkse Lichess Titled Arena met geldprijzen voor schaakspelers met titels. Aan deze bulletschaakcompetitie namen een aantal van de beste spelers ter wereld deel. Magnus Carlsen won de eerste Titled Arena, en heeft sindsdien regelmatig deelgenomen en gewonnen. In latere edities is ook blitzschaak en Schaak 960 gespeeld, met willekeurige startposities voor elk spel.
Per september 2020 heeft Carlsen 15 overwinningen behaald in Titled Arena's, gevolgd door Alireza Firouzja met 11 overwinningen. Andere deelnemers in voorbije edities zijn onder andere Fabiano Caruana, Maxime Vachier-Lagrave, Vladimir Fedosejev, Vladislav Artemiev, Aleksandr Grisjtsjoek en Anish Giri.

## Functies
De site laat gebruikers schaak live of per correspondentie spelen, aan verscheidene tijdscontroles. Het beschikt over heel wat trainingsfuncties, zoals uitleg over de basis van schaak, tactiekentraining, coördinaten op het schaakbord, een videobibliotheek over schaak, een openingentester, studies en een analysebord. De site heeft ook een sectie waar schaakcoaches hun diensten kunnen adverteren aan gebruikers.
Naast blindschaken biedt de site de volgende schaakvarianten aan:
- Antischaak (weggeefschaak)
- Atomic chess (een variant waar stukken de stukken van de tegenstander op omliggende vakken "opblazen")[11]
- Schaak 960 (willekeurige startposities)
- Crazyhouse (een variant waarin spelers veroverde stukken van de tegenstander terug op het bord kunnen plaatsen)[12]
- Horde (een variant van Dunsany's schaakspel)
- King of the hill (naast schaakmat wint een zet waarin men de koning naar een van de vier centrale vakken beweegt)
- Racende koningen (beide partijen starten met hun stukken aan eenzelfde zijde, en moeten hun koning naar de achtste rij en terug naar de eerste rij verplaatsen)[13]
- Three-check chess (de speler die de tegenstander het eerst drie keer schaak kan zetten, wint)